# Cum primum (Gregorio XVI)
Cum primum è un'enciclica di papa Gregorio XVI, pubblicata il 9 giugno 1832, e scritta all'episcopato della Polonia, con la quale il Pontefice denuncia la diffusione di false teorie avvenuta in Polonia da parte di falsi maestri; incita i vescovi a combattere gli erronei principi e, richiamando alcuni documenti della Sacra Scrittura, raccomanda ai cattolici di ubbidire ai sovrani legittimamente costituiti, purché non emanino disposizioni contrarie alle leggi di Dio e della Chiesa.
Di fatto il papa condanna nettamente la rivoluzione polacca del 1831, perché l'obbedienza all'autorità costituita da Dio è un precetto assoluto, che non si può violare se non quando l'autorità comanda cose vietate da Dio. Tre le cause fondamentali che hanno portato Gregorio XVI alla pubblicazione della Cum primum, possiamo citare:
- la preoccupazione di non perdere l'appoggio austriaco nello Stato pontificio;
- la mentalità generale della Curia romana, conservatrice e contraria ad ogni rivoluzione (si veda ad esempio, le affermazioni del Segretario di Stato Bernetti al nunzio apostolico a Vienna, che dicono con chiarezza la posizione del Vaticano a favore della Russia contro gli insorti; affermazioni, simili a quelle dell'Antonelli a sfavore degli ungheresi nel 1848);
- speranza di ottenere qualche libertà per i cattolici polacchi tenendo distinte religione e politica.

Non bisogna dimenticare nemmeno le pressioni di Metternich e di Gagarin (l'ambasciatore russo presso la Santa Sede arriva addirittura a correggere la prima stesura della Cum primum).
L'enciclica ha lo stesso titolo della costituzione apostolica approvata da san Pio V nel 1566, e dell'enciclica Cum primum di Clemente XIII (1759).